# Hello Geekette
Hello Geekette est une web-série humoristique française en 29 épisodes de 4 à 10 minutes créée par Julien Pichard, Nicolas Ramade et Jérôme Gallioz, et diffusée à partir de juin 2008.

## Synopsis
Valérie est une « geekette » qui affectionne les univers imaginaires et les cultures fictives, tandis que Greg est un jeune homme éloigné de la culture geek et caractérisé par une tendance à la séduction. Ces deux personnages construits de sorte à paraitre antinomiques sont pourtant colocataires. Leur appartement est le lieu où se rencontrent leurs amis respectifs relevant de deux milieux distincts entre geeks, nerd, métaleux et gothique, puis séducteurs, bobo et trader d’autre part.

## Historique
La série débute en juin 2008 sur Dailymotion, avec 4 épisodes pilotes puis connaît un premier succès grâce à la première version de l'épisode 1 Fantasmes qui a été vu près de 150 000 fois dans sa première version (republié début 2009 dans une version 16/9 avec les 3 autres épisodes pilotes). La singularité de Hello Geekette est que la série a été créée par trois auteurs dont deux d'entre eux prennent en charge toute la réalisation technique. Ce qui justifie bien l'affirmation de leur site stipulant qu'il y a plus de monde devant que derrière l'objectif.
De septembre 2008 à décembre 2008 le rythme de diffusion passe à 2 épisodes par mois. La série connaît des mises en avant régulière sur Dailymotion et Wat, ainsi que des passages en 2009 sur TF1 dans l'émission Watcast, sur Nolife dans l'émission Format court et sur la chaîne Short TV lors d'une émission spéciale le 9 novembre 2008.
Hello Geekette est sélectionnée en octobre 2008 au festival parisien Court-Devant dans la catégorie Du net à la toile et en janvier 2009 au FIPA parmi 5 projets européens de fiction.
Dans le cadre d'un séminaire intitulé : « Le web : avenir ou utopie pour les scénaristes ? », les 3 auteurs sont invités en mai 2009 par le CEEA (conservatoire européen d'écriture audiovisuel) pour présenter leur série devant une assemblée de professionnels composée de scénaristes, réalisateurs et producteurs.
Après une pause de quelques mois et plus d'un demi-million de visionnages, Hello Geekette reprend en mai 2009 avec une deuxième saison.
Étant donné son succès, la série sort ensuite en double DVD et comprend tous les épisodes des saisons 1 et 2 sur le premier DVD et 2 h 30 de bonus inédits (épisodes inédits, making of, bêtisier, scènes coupées) sur le second DVD.
En septembre 2011, le dernier épisode de la saison 2 accueille Chantal Lauby en guest-star. Celle-ci a accepté de jouer dans cette petite web-série faites par des amis : « tout simplement parce que les épisodes que j'avais vus sur le net m'avaient fait rire ! Et que j'ai retrouvé dans cette série l'esprit de mes débuts : peu de moyens mais une volonté commune de s'amuser et de faire rire les autres sans tabou. »
La chaîne de télévision Mangas diffuse les saisons 1 et 2 d'Hello Geekette depuis décembre 2011.
Et en 2022, Hello Geekette cumule plus 4 millions de vues sur le web, avec 2,6 millions de vues sur Daimymotion depuis 2008 et 1,5 million sur Youtube depuis 2014,.
La série a été arrêtée en 2012, les auteurs n'ayant pas réussi à obtenir le financement pour louer un studio de tournage pour la saison 3 (l'appartement qu'ils utilisaient jusque-là n'étant plus disponible). En 2013, un financement participatif a été organisé pour réaliser un épisode final concluant la série, mais seul la moitié de la somme nécessaire a pu être collecté. À noter également qu'à la suite de l'arrêt de la série, l'épisode 1 de la saison 3 a été renommé en épisode 15 de la saison 2.
En septembre 2021 les créateurs de Hello Geekette annoncent le retour de la série sous forme de dessin animé.
Un spin-off (série dérivée) intitulé "Bienvenue dans la réalité" est lancé en juin 2024. Il est centré sur le personnage de Dimitri. Cette web-série aborde des thèmes comme la finance, la politique, et les enjeux sociétaux. Face à Dimitri, un nouveau personnage : Ben un geek doux rêveur. Naïf et souvent perplexe face aux réalités du monde, il initie des conversations sur des sujets courants pour essayer de créer un lien avec Dimitri. Son étonnement constant face aux révélations cyniques de Dimitri illustrent son rôle de porte-parole de l’individu moyen confronté aux complexités et aux injustices du système économique actuel. Chaque épisode est conçu pour être à la fois informatif et amusant, invitant le public à se questionner et à réfléchir.

## Personnages
Greg est un jeune homme présenté comme sociable quoique cultivant des préoccupations primaires. Ainsi est-il dépeint affectionnant la compagnie des femmes. Sa morphologie est avantageuse et son tempérament plutôt calme, pourtant bien différent du milieu de son entourage, tel Valérie et ses amis. Il est le colocataire de Valérie.
Valérie joue le rôle de geekette : c'est-à-dire une passionnée des cultures de l'imaginaire telles que la fantasy, la science-fiction, le jeu vidéo, les mangas et les comics. En revanche elle ne prête pas attention aux préoccupations jugées plus conventionnelles. Elle possède un caractère assez exalté, alors que son portrait physique est stéréotypé fait de lunettes, de tresses et d’un t-shirt sérigraphié d’une “idole geek” de son choix.
L’humour de Hello Geekette repose sur la confrontation de plusieurs univers représentés par les amis respectifs de ces deux précédents protagonistes.
Les amis de Valérie :
- Cédric est l’ami de prédilection de Valérie. Il endosse le rôle du nerd, un passionné de science et technologie ce qui le handicape parfois socialement. Informaticien, il travaille comme développeur Web. Il est un peu timide, mais très tolérant, ce qui ne l’empêche de temps en temps d’être moqueur sans jamais en avoir l’air ouvertement. Il milite activement pour le projet GNU et les logiciels libres.
- Sophie, une gothique, est la meilleure amie de Valérie. Ténébreuse et provocatrice, elle est capable de dire les pires horreurs sur un ton désinvolte ou de garder un silence glacé. Elle a tendance à se prendre un peu trop au sérieux, voire à être méprisante avec les gens qu’elle ne juge pas digne d’intérêt.
- Karl est le manager d'un groupe de Métal, grand amateur de jeux de rôle, fan de films d'horreur (notamment de cannibales) et du magazine Mad Movies. Il est toujours très énergique et peut s’emporter violemment. Il incarne une sorte de “grand frère” de Valérie.

Les amis de Greg :
- Éléonore, la copine de Greg, elle travaille dans les relations publiques et elle est le pendant féminin de Greg : coquette, ambitieuse et sophistiquée. Elle est parisienne, quelque peu superficielle et aime aller dans les endroits à la mode. Par ailleurs, elle harcèle souvent Greg pour qu'ils habitent ensemble et fait preuve d’une jalousie maladive à l'égard de Valérie.
- Dimitri, l’ami d’enfance de Greg, est un trader ultra cynique et alcoolique. Hautain, moraliste, il gagne beaucoup d’argent et juge les autres en permanence ne se gênant pas pour leur délivrer brutalement le fond de sa pensée (ce qui fait un point commun avec Sophie). Signe particulier: il est tout le temps en costume-cravate avec un verre à la main.
- Marc-Antoine est le stéréotype du bobo Parisien, fan des « Inrocks » et dictateur culturel, il possède une éloquence et un aplomb à toute épreuve. Toujours content de lui et enthousiaste, il est très moqueur et incarne la Némésis des geeks.

D'autres personnages interviennent également :
- Raphaël, âgé de 6 ans, il est le petit neveu de Greg est le cobaye d’expériences éducatives infructueuses de Valérie ;
- Jérôme, un pro de l'audiovisuel, qui sera le support technique de Valérie et Cédric lors du tournage de leur fan film ;
- Lilith Fromhell, la première amie gothique de Valérie (Saison 1, épisode 2 & 3 : Drague Fatale et Geek vs Bobos) ;
- Le père d'Éléonore (Saison 2, épisode 2 : Beau Papa) ;
- Emma l'Emo la fille de Greg et Éléonore dans un futur alternatif (Saison 2 épisode 3 : Et si ?) ;
- Jeanne-Marie, amie d'Éléonore, elle aide Greg à emménager et elle tient le rôle de Laura Palmer dans une parodie de Twin Peaks (saison 2, épisode 5 et 11 : Derrick à Twin Peaks, L'Emménagement) ;
- Jimmy Sax, personnage fictif, il est le héros de la pièce de théâtre écrite par Greg : Les Preuves d'Amour (épisode bonus : One man (and woman) show !) ;
- Caroline, une fille du net dont Cédric est tombé fou amoureux et avec qui il passe une soirée mouvementée. (Saison 2, épisode 6, 7, 8, 9 et 10 : Révélations, Cédric in love 1, 2, 3 et 4) ;
- La mère de Valérie, interprétée par Chantal Lauby, elle élève sa fille « à la dure » pour éviter que celle-ci ne devienne une geekette (saison 3, épisode 1 : Valérie).

## Fiche technique
Avec Aude Lanciaux, Jérémy Malaveau, Laure Maloisel, Audrey Simon, Tomislav Pavlic, Paul Lê, Xavier Ameller, Jean-Michel Fouque.
- Écrit et réalisé par : Julien Pichard, Nicolas Ramade et Jérôme Gallioz.
- Musique originale : Julien Pichard alias « Sinusoïde »
- Maquillage : Élodie Begey
- Production : Transkom, La baraque à films

## Épisodes

### Saison 1 (juin—décembre 2008)
1. Fantasmes (diffusé sur TF1 13/03/2009)[12]
2. Drague Fatale
3. Geek vs Bobos
4. World of Warcraft vs Second Life
5. Deux créatures de rêve (diffusé sur Nolife du 10/03/2009 au 28/03/2009)
6. Duel Manga
7. Joyeux geek-anniversaire !
8. Le gentil Robert De Niro (diffusé sur TF1 6/02/2009)[13]
9. Faites la guerre, pas l’amour !
10. Le fan film 1/3 “ le casting “
11. Le fan film 2/3 “ silence on tourne ! ”
12. Le fan film 3/3 “ Far-Trek “
13. Un noël Star Wars

### Saison 2 (mai 2009 — septembre 2011)
1. Jeux de rôle
2. Beau Papa
3. Spiderman est-il gay ?
4. Et si ?
5. Catfight !
6. Derrick à Twin Peaks
7. Révélations
8. Cédric in love 1
9. Cédric in love 2
10. Cédric in love 3
11. Cédric in love 4
12. L'emménagement !
13. Super Mario Greg
14. Échangisme
15. Marchunter
16. Valérie

### Épisodes bonus
1. Les subprimes vous suppriment
2. Cheat codes pour le bac
3. One man (and woman) show!
4. La leçon d'Halloween
5. Reaction video
6. La menace Kikoolol

## Particularités
Certains acteurs de la série participent également à l'écriture d'épisodes comme c'est le cas de Catfight! (Saison 2, épisode 4), imaginé par Audrey Simon alias Éléonore et de Beau-Papa (saison 2, épisode 2) dont Jean-Michel Fouque, l'interprète de Karl, a trouvé l'histoire.
Derrick à Twin Peaks (saison 2, épisode 5) marque un changement dans l'univers d'Hello Geekette car (mis à part le bonus Cheats Codes pour le bac) c'est le premier épisode de la série dont la majeure partie de l'action se passe en extérieur.
En janvier 2009 un concours de scénario est organisé, les gagnants voient leurs scénarios intégrés à un épisode comportant quatre histoires se situant dans des mondes parallèles : ''Et si ?'' (saison 2, épisode 3). Épisode hommage aux comics Marvel : What if?.
L'équipe s'impose des délais très serrés pour la production de chaque épisode : deux épisodes tournés en une journée pour la saison 1 et un épisode en une journée pour la saison 2 (mais ils sont deux fois plus longs). Deux jours de post-production, parfois trois, sont nécessaires en fonction de besoins spécifiques en effets spéciaux, musiques, etc. Il est à noter que les musiques sont composées spécialement pour la web-série par Sinusoïde (alias de Julien Pichard, l'un des créateurs de la web-série), à l'exception de 2 morceaux du groupe Da Brasilians.